# Carl Gunne
Carl Mikael Gunne, född 29 september 1893 i Sundsvall, död 3 maj 1979, var en svensk målare och tjänsteman vid Nationalmuseum.

## Biografi
Carl Gunne var son till byggmästaren Carl August Olsson och konstnären Clara Olsson. 
Han studerade vid Uppsala universitet och blev 1920 juris kandidat och 1931 filosofie licentiat. Han var 1920 attaché vid utrikesdepartementet. Vid Nationalmuseum i Stockholm blev han 1921 amanuens och var 1932–1937 föreståndare för dess samling av modernt måleri och skulptur. Han var 1923–1924 sekreterare i nämnden för stödjande av den konstnärliga verksamheten i Sverige, var kommissarie för flera utställningar, bland annat i Paris 1927 och 1929, och sammanställde en katalog över Nationalmusei målningssamling (1936).
Carl Gunne har målat stadsbilder från Uppsala och Stockholm samt porträtt, bland annat av kung Gustaf V, Gustaf VI Adolf, Prins Eugen, Prins Bertil, Jussi Björling och Wilhelm Kåge. Hans konst är representerad i Nationalmuseum Waldemarsudde, Kalmar konstmuseum och vid museer i Helsingfors, Antwerpen och Budapest. Han blev 1957 korresponderande ledamot av KVHAA.
Carl Gunne gifte sig 1921 med Asta Brattström. Han ligger begravd på Norra begravningsplatsen i Stockholm, och gravsattes den 17 maj 1979.